# Migaine

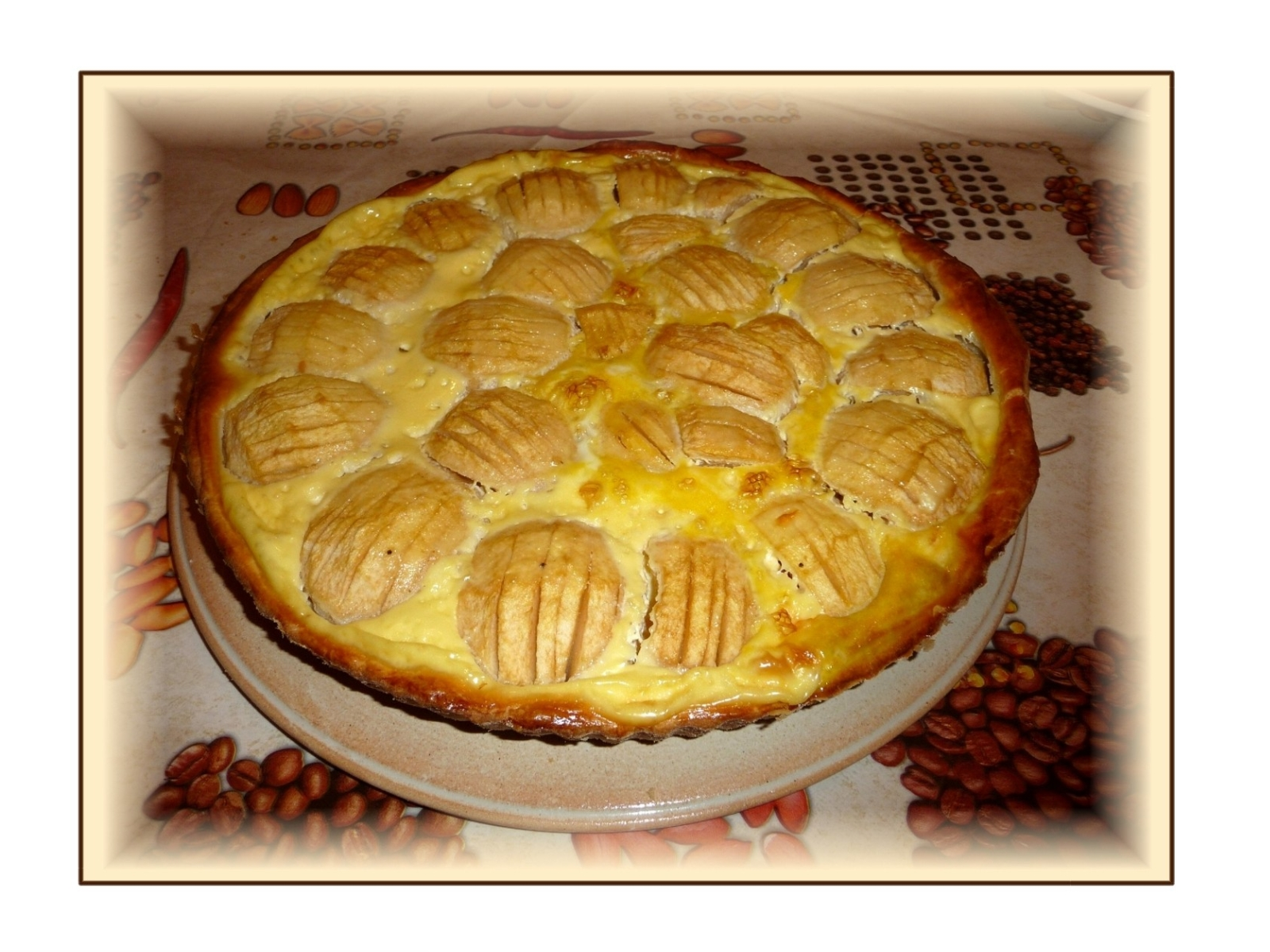
Tarte aux pommes avec une migaine

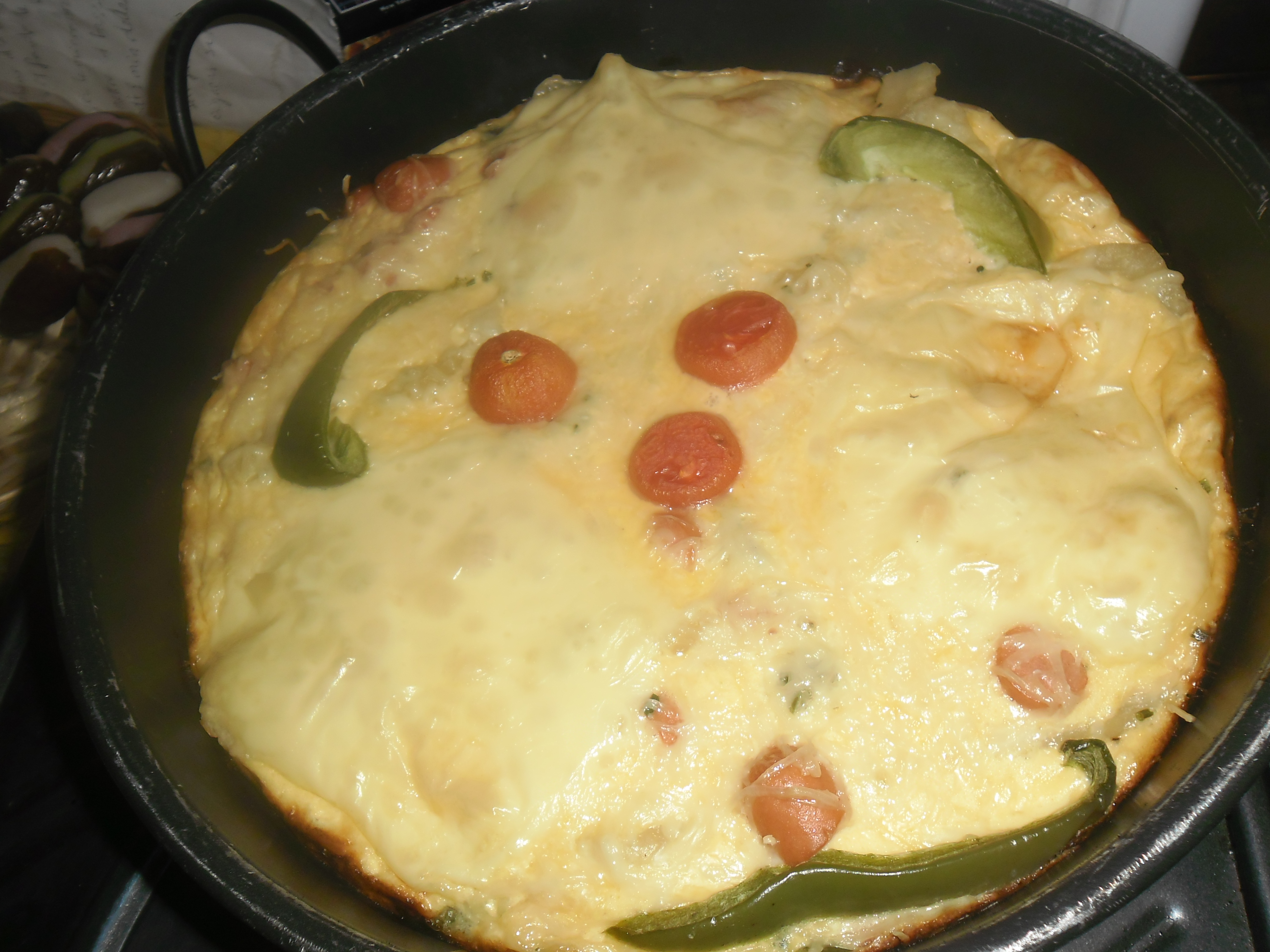
Tarte aux légumes sans pâte

Une migaine est, en Lorraine et dans le centre de la France, un appareil (mélange d’ingrédients d’une préparation culinaire) constitué d'œufs et de crème fraîche. Elle entre dans la préparation des quiches et de certains gratins.
Une préparation similaire, composée de jaune d'œuf, de crème fraîche et de sucre, est appelée goumeau en Franche-Comté et costarde au Québec. Elle sert à confectionner certaines galettes et tartes (seule ou sur des pommes ou de la rhubarbe), notamment le gâteau de ménage franc-comtois.
Pour confectionner le totché du Jura suisse, l'appareil comporte du sel et de la crème aigre.